# جوادآباد (مقاطعة دلفان)
جوادآباد (بالفارسية: جوادآباد) هي قرية تقع في قسم ايتيوند الجنوبي الريفي (مقاطعة دلفان) في إيران. يقدر عدد سكانها بـ 93 نسمة بحسب إحصاء 2016.